# Cisaille presse-plieuse
La cisaille presse-plieuse appartient à la famille de machines industrielles dites de machine de tôlerie. C'est un appareil offrant les options d’une cisaille et d’une presse plieuse combinées permettant ainsi de couper et de plier une feuille de métal. Une cisaille-presse-plieuse est une machine combinant une cisaille guillotine au niveau inférieur et une presse plieuse au niveau supérieur. Une machine combinée occupe la moitié de la superficie qu’exigent deux appareils. 

## Fonctionnement
Les machines de tôleries telles que les cisailles presse-plieuses travaillent et donnent une forme précise à des plaques de tôle. La tôle est le plus souvent produite à partir d'acier inoxydable ou d'aluminium. Le caractère hybride de cette machine permet à la fois par l'action de la pression d'un contre-vé de plier la tôle, mais aussi de la découper selon la forme voulue. 
Sur ce type d’appareil combiné, le bélier supérieur pivote à 180 degrés permettant de passer d’une cisaille à une presse-plieuse en dix secondes. Comme plusieurs cisailles et presse-plieuses conventionnelles, cet appareil combiné fonctionne avec un système hydraulique et un contrôle numérique (CNC) peut aussi y être intégré.
Les cisailles/presse-plieuse ont une force entre 45  et   320 tonnes leur permettant de plier et couper du métal d’une épaisseur allant jusqu’à 19 mm (3/4 po).